# Norwood Junction (stacja kolejowa)
Norwood Junction – stacja kolejowa w Londynie, na terenie London Borough of Croydon. Jest zarządzana przez London Overground, które obsługuje ją jako część East London Line. Ponadto na stacji zatrzymują się pociągi firmy Southern. W roku statystycznym 2007/08 ze stacji skorzystało ok. 2,81 mln pasażerów.